# PGC 2172692
LEDA/PGC 2172692 ist eine Spiralgalaxie im Sternbild Perseus am Nordsternhimmel. Sie ist schätzungsweise 1 Milliarde Lichtjahre von der Milchstraße entfernt und hat einen Durchmesser von etwa 220.000 Lichtjahren. Vom Sonnensystem aus entfernt sich das Objekt mit einer errechneten Radialgeschwindigkeit von näherungsweise 23.000 Kilometern pro Sekunde.

## Galaktisches Umfeld
| Nr. | Galaxie                 | Alternativname            | Rek           | Dek           | Distanz/asec |
| --- | ----------------------- | ------------------------- | ------------- | ------------- | ------------ |
| →   | LEDA/PGC 2172692        | 2MASX J02414330+4054150   | 02h41m43.30s  | +40d54m15.0s  | 0            |
| 1   | LEDA/PGC 2174646        | 2MASX J02415391+4102070   | 02h41m53.890s | +41d02m07.14s | 486.99       |
| 2   | LEDA/PGC 2174590        | 2MASX J02412678+4101509   | 02h41m26.824s | +41d01m51.08s | 492.86       |
| 3   | 2MASX J02425483+4056037 | WISEA J024254.81+405603.8 | 02h42m54.83s  | +40d56m03.8s  | 818.04       |
| 4   | LEDA/PGC 2170352        | 2MASX J02404737+4044583   | 02h40m47.38s  | +40d44m58.2s  | 844.29       |
| 5   | LEDA/PGC 2169797        | 2MASX J02404244+4042349   | 02h40m42.45s  | +40d42m34.8s  | 983.83       |
| 6   | LEDA/PGC 2171184        | 2MASX J02402141+4048200   | 02h40m21.41s  | +40d48m20.2s  | 994.70       |
| 7   | LEDA/PGC 2174722        | 2MASX J02402634+4102250   | 02h40m26.384s | +41d02m24.90s | 999.45       |